# Пашинское сельское поселение
Па́шинское сельское поселение — муниципальное образование в составе Афанасьевского района Кировской области России. Административный центр — село Пашино.

## История
Пашинское сельское поселение образовано 1 января 2006 года в соответствии с Законом Кировской области от 07.12.2004 № 284-ЗО, в него вошла территория бывшего Пашинского сельского округа.
Законом Кировской области от 27 июля 2007 года № 151-ЗО в состав Пашинского сельского поселения включена территория упразднённого Ромашовского сельского поселения.

## Население
| 2010  | 2012  | 2013  | 2014  | 2015  | 2016  | 2017  |
| ----- | ----- | ----- | ----- | ----- | ----- | ----- |
| 1502  | ↘1396 | ↘1326 | ↘1284 | ↘1262 | ↘1203 | ↘1173 |
| 2018  | 2019  | 2020  | 2021  |       |       |       |
| ↘1123 | ↘1049 | ↘994  | ↘990  |       |       |       |

## Состав
В состав поселения входят 45 населённых пунктов (население, 2010):
| - село Пашино — 291 чел.; - деревня Аксёново — 12 чел.; - деревня Анфиногеново — 10 чел.; - деревня Бело-Пашино — 15 чел.; - деревня Большие Некрасовы — 67 чел.; - деревня Бузмаковская — 14 чел.; - деревня Вахрамеево — 5 чел.; - деревня Верхняя Кедра — 22 чел.; - деревня Гришонки; - деревня Даньки — 35 чел.; - посёлок Камский — 377 чел.; - деревня Карагай — 35 чел.; | - деревня Карасюрово — 56 чел.; - деревня Керкашер; - деревня Кобылача; - деревня Кузнецово — 10 чел.; - деревня Кулигашур-1; - деревня Кулигашур-2 — 0 чел.; - деревня Лучники; - деревня Любихино — 13 чел.; - деревня Макаровская — 34 чел.; - деревня Максимово — 0 чел.; - деревня Малые Некрасовы — 8 чел.; | - деревня Марковская — 0 чел.; - деревня Меркучи — 7 чел.; - деревня Мироново — 63 чел.; - деревня Митрохово; - деревня Никулята — 0 чел.; - деревня Октябри — 15 чел.; - деревня Пекушонки — 0 чел.; - деревня Першино — 19 чел.; - деревня Порошино — 45 чел.; - деревня Пронино — 41 чел.; - деревня Ромаши — 143 чел.; | - деревня Сержонки — 7 чел.; - деревня Торопынино — 12 чел.; - деревня Уваровская — 4 чел.; - деревня Ужоговка — 13 чел.; - деревня Урбаровы — 0 чел.; - деревня Усть-Томызь; - деревня Усть-Ченог — 13 чел.; - деревня Фроловская — 82 чел.; - деревня Шабралуг; - деревня Щукино — 16 чел.; - деревня Яковята. |